# Whatis
whatis est une commande POSIX qui affiche la description des pages de manuel.
Chaque page de manuel comporte une description courte. whatis recherche des pages de manuel dont le nom correspond à nom et affiche leur description courte.
Le nom peut contenir des jokers (wildcards) avec l'option -w ou être une expression rationnelle avec l'option -r. Lors de l'utilisation de ces options, il peut être nécessaire de placer nom entre « quotes » ou d'« échapper » par « \ » les caractères spéciaux afin d'empêcher l'interpréteur de commandes de les interpréter.
Les bases de données d'indexation sont exploitées lors de la recherche. Pour générer une base de données texte whatis conforme à l'ancien modèle, d'après la base de données d'indexation correspondante, saisissez la commande :
```
$>
 
whatis
 
-M
 
chemin_des_pages
 
-w
 
'*'
 
|
 
sort
 
>
 
chemin_des_pages/whatis

```

Dans cette expression, chemin_des_pages est le chemin d'accès à la
structure hiérarchique de pages de manuel, telle que /usr/man.
Exemple :
```
$>
 
whatis
 
wesnoth

 
wesnoth
 
(
6
)
          
-
 
Bataille
 
pour
 
Wesnoth,
 
un
 
jeu
 
fantasy
 
de
 
stratégie
 
to...

 
wesnoth
 
(
6
)
          
-
 
Battle
 
for
 
Wesnoth,
 
a
 
turn-based
 
fantasy
 
strategy
 
game

```

## Commandes complémentaires
- apropos : cherche le nom et la description des pages de manuel
- man : interface de consultation des manuels de référence en ligne